# ボーヴシェン空軍基地
ボーヴシェン空軍基地（フランス語：Base aérienne de Beauvechain）は、ベルギー・ブラバン・ワロン州ボーヴシェン近郊に所在するベルギー空軍の航空基地。

## 歴史
1936年に軍航空隊の為に土地が収用され飛行場が整備される。1940年5月10日、ナチス・ドイツ軍により爆撃を受けた。1944年1月に連合国軍が爆撃、同年10月にはアメリカ合衆国空軍の航空機が飛来し1945年6月まで施設を占有していた。
1946年に第1捜索航空団が配備され第349と第350飛行隊が使用を開始し、その後北大西洋条約機構の防空拠点として機能する。1950年代には第4、第10、第11、第42飛行隊が配備される。1960年代に再編成され第349と第350飛行隊のみとなった。1979年には最初のF-16戦闘機が到着する。1996年に軍縮計画のため戦闘機部隊の集約がなされ第1捜索航空団は解散、F-16戦闘機はクライネ＝ブローゲル空軍基地とフロレンヌ空軍基地に再配置され、残置部隊は操縦士訓練のためのボーヴシェン訓練センターに再編成される。

## 配置部隊
- 第1航空団（英語版）
  - 第15飛行隊（AW109BA）
  - 第17飛行隊"グリフォン"（AW109BA）
  - 第18飛行隊"アレス＝レオニダス"（NH90TTH）
  - 部隊防護中隊
- 気象団（英語版）
  - 軍事気象予測センター
  - 気象学校
  - 整備工場
  - 気象情報通信班
- 航空部隊技量センター
  - 基礎飛行訓練学校（英語版）
    - 第5飛行隊"エジプシャス・ファルク"（SF-260D/M）
    - 第9飛行隊（SF-260D/M）
    - 軍用グライダーセンター（L-21B）
- 航空安全本部